# Praktische opdracht
Een praktische opdracht of werkstuk is een term die in het voortgezet onderwijs wordt gebruikt voor een klein onderzoek of een ontwerpopdracht als toets.
Van dat onderzoekje moeten de leerlingen veelal een verslag schrijven en zij moeten dit presenteren. De presentatie kan gebeuren door een schriftelijk verslag, maar ook door een posterpresentatie, een presentatie in de klas of een website.
De praktische opdracht maakt voor veel vakken deel uit van het schoolexamen en wordt vaak gezien als opstap naar het profielwerkstuk.